# آلساندرو دل‌پیرو
آلساندرو دل‌پیرو (به ایتالیایی: Alessandro Del Piero) با نام‌های مستعار الکس، پینتوریکیو (زاده ۹ نوامبر ۱۹۷۴ - کونلیانو) بازیکن فوتبال بازنشسته ایتالیایی است که برای باشگاه یوونتوس و تیم ملی ایتالیا در پست مهاجم کاذب بازی می‌کرد. او از سال ۲۰۱۵ به عنوان کارشناس فوتبال در شبکه اسکای اسپرت ایتالیا فعالیت می‌کند.
او اولین بازی ملی خود را در یورو ۹۶ مقابل روسیه انجام داد.
پله، از دل‌پیرو در فیفا ۱۰۰ نام برده‌است. فیفا ۱۰۰ یک لیستی از ۱۲۵ بازیکن بزرگ بازیکن فوتبال است که پله برای جشن صد سالگی فیفا انتخاب کرده‌است. ستاره برزیلی رونالدینهو از وی به عنوان الگوی خود نام برده‌است. او همچنین توسط آرای جشن طلایی یوفا به عنوان بهترین بازیکن اروپایی در ۵۰ سال گذشته انتخاب شد. الکس در سال ۲۰۰۰ به عنوان پر درآمدترین بازیکن فوتبال دنیا شناخته شد. به غیر از سه جایزهٔ مردانگی که در ایتالیا به الکس تعلق گرفته، او برندهٔ جایزهٔ پای طلایی هم شده که به بازیکنانی تعلق می‌گیرد که از لحاظ اخلاقی و تکنیکی بهترین باشند.
دل پیرو معمولاً به عنوان مهاجم کمکی بازی می‌کند ولی گاهی هم در پست تره‌کوارتیستا یعنی بازیکن خلاق پشت دو مهاجم مورد استفاده قرار می‌گیرد. با اینکه او قامت کوتاهی دارد ولی بسیار خلاق است، پاس گل‌های زیادی می‌دهد و گل‌های فراوانی نیز به ثمر می‌رساند و فقط یک گلزن صرف نیست. او در ضمن یکی از بهترین ضربه آزاد زن های دنیاست؛ که لقب شاه ضربات ایستگاهی به او داده شده‌است که حتی دیوید بکام مرد لحظه‌ها در مورد او می‌گوید هنوز نتوانستم مانند دل پیرو ضربه ایستگاهی بزنم. هوادارن یووه به نقطه‌ای از زمین بازی لقب محوطهٔ دل پیرو داده‌اند که در واقع جایی در سمت چپ محوطهٔ جریمهٔ حریف است که الکس همواره گل‌های زیادی را از آن منطقه به ثمر رسانده‌است.
الکس برترین گلزن تاریخ یووه است. ضمناً او به همراه روبرتو باجو در مکان چهارم بهترین گلزنان تاریخ تیم ملی ایتالیا قرار دارد. دیگو آرماندو مارادونا دربارهٔ او گفته‌است: «گاهی احساس می‌کنم سن دل پیرو هیچگاه بالا نمی‌رود.» همچنین به دلپیرو لقب پسر طلایی فوتبال ایتالیا را هم داده‌اند.

## دوران کودکی و آغاز فوتبال
آلساندرو فرزند جینو و برونا می‌باشد. پدرش تکنسین برق بود. در دوران کودکی همواره عادت داشت با دوستانش نلسو، پیرپائولو و جیوانی پائولو در حیاط پشتی خانه فوتبال بازی کند. همهٔ آن‌ها رؤیای بازیکن فوتبال شدن را در سر می‌پروراندند اما فقط دل‌پیرو به این رؤیا جامهٔ عمل پوشاند. استفانو دل‌پیرو تنها برادر اوست که ۹ سال از او بزرگ‌تر است است و پیش از اینکه مصدومیت گریبانگیر او شود مدتی را در باشگاه سمپدوریا به فوتبال حرفه‌ای اشتغال داشت. خانوادهٔ الکس در خانه‌ای حومه‌ای در شهر سن وند میانو زندگی می‌کنند. در دوران کودکی الکس، خانواده‌اش پول چندانی برای سفر به نقاط مختلف دنیا نداشتند و برای همین الکس آرزو داشت که رانندهٔ کامیون شود تا بتواند به تمام دنیا سفر کند.
الکس در سن هفت سالگی برای تیم خردسالان سن وند میانو و به عنوان دروازه‌بان بازی می‌کرد. مادرش ترجیح می‌داد الکس دروازه‌بان باشد تا خطر مصدومیت احتمالی وی کمتر شود؛ ولی سرانجام روزی برادرش استفانو به مادرش گفت: «نمی‌بینی الکس در خط حمله عالیست؟» و اینگونه بود که الکس یک مهاجم شد.
با بازی در تیم محلی سن وند میانو در سال ۱۹۸۸ الکس توسط استعدادیاب‌های تیم‌های معتبر شناسایی شد و در سن ۱۳ سالگی برای بازی در تیم پادوا خانواده‌اش را ترک کرد. اولین بازی‌های او در فوتبال حرفه‌ای به سال ۱۹۹۱ برمی‌گردد زمانی که الکس چهار بازی در سری بی انجام داد. در فصل بعد تعداد بازی‌های او به عدد ده رسید و اولین گل خود را نیز به ثمر رساند.

## یوونتوس
در سال ۹۳ الکس به باشگاه یوونتوس رفت، باشگاهی که تا سال ۲۰۱۲ در آن بازی کرد. او اولین بازی خود را در سری آ و در سپتامبر ۱۹۹۳ در برابر تیم فوجیا انجام داد. اولین گلش را در بازی بعد و در برابر رجینا به ثمر رساند و سپس در اولین بازی که به عنوان بازیکن ثابت بازی کرد در برابر پارما یک هت تریک به ثمر رساند. در اولین فصل حضور الکس در یووه این تیم موفق به فتح اسکودتو بعد از ۸ سال شد. او به همراه باشگاه تورینی موفق به فتح ۷ اسکودتو (۱۹۹۵، ۱۹۹۷، ۱۹۹۸، ۲۰۰۲، ۲۰۰۳، ۲۰۰۵ و ۲۰۰۶)، یک جام قهرمانان اروپا (۱۹۹۶) و جام باشگاه‌های جهان (۱۹۹۶) شد. بهترین فصل الکس در سال ۱۹۹۸–۱۹۹۷ بود جایی که او ۲۱ گل در لیگ ایتالیا به ثمر رساند و با زدن ۱۰ گل در لیگ قهرمانان آقای گل آن رقابت‌ها شد. یکی از آن گل‌ها ضربه آزاد معروف وی در برابر موناکو در مرحلهٔ نیمه نهایی بود. گل او در دیدار فینال در برابر دورتموند نتوانست مانع شکست ۳–۱ یووه در آن دیدار شود.
در فصل ۹۹–۱۹۹۸ الکس از آمادگی به دور بود ضمن اینکه یووه هم با اتهامات دوپینگ که بعداً از آن تبرئه شد دست به گریبان بود. در اکتبر همان سال الکس دچار مصدومیت شدیدی از ناحیهٔ زانو در برخورد با مارکو زانچی مدافع اودینزه شد و تا آخر فصل از رقابت‌ها دور ماند. یووه بدون او دچار مشکل شد و فصل را با رتبهٔ نازل ششم به پایان رساند.
در همین دوران بود که جیانی آنیلی رئیس اسبق یووه الکس را با نقاش عصر رنسانس، پینتوریکیو مقایسه کرد و به او لقب پینتوریکیو داد. هوادران نیز به او لقب پدیدهٔ واقعی دادند که اشاره‌ای به لقب رونالدو یعنی پدیده داشت که توسط هواداران تیم رقیب، اینتر میلان، به او داده شده بود.
یکی از بزرگترین نقاط قوت دل پیرو کارآمدی او در نقاط مختلف زمین به عنوان یک مهاجم است. هنگام شروع دوران بازیگری، الکس به عنوان مهاجم نوک بازی می‌کرد اما سپس در پست مهاجم دوم مورد استفاده قرار گرفت. او همچنین توانایی بازی در پست هافبک بازیساز پشت سر دو مهاجم را دارد. در زمان مارچلو لیپی الکس در سیستم سه مهاجمه و در کنار بزرگانی نظیر جیانلوکا ویالی و فابریزیو راوانلی به بازی گمارده می‌شد. با آمدن زین‌الدین زیدان الکس پشت سر فیلیپو اینزاگی به بازی گرفته می‌شد. سیستمی که بعداً در آن زیدان جای خود را به پاول ندود و اینزاگی جای خود را به دیوید ترزگه داد.
بعد از یورو ۲۰۰۴ لیپی جای خود را به فابیو کاپلو داد. کاپلو اعتقاد چندانی به دل پیرو نداشت و علی‌رغم میل هواداران بیشتر از خرید جدید یووه در خط حمله یعنی زلاتان ابراهیموویچ استفاده می‌کرد. با وجود این الکس موفق به زدن ۱۴ گل برای یووه شد و تأثیر زیادی در موفقیت یووه برای کسب ۲۸امین اسکودتوی خود داشت. پاس گلی که دل پیرو با یک ضربهٔ برگردان برای ترزگه مهیا کرد موجب پیروزی ۱–۰ یووه مقابل میلان در سن سیرو شد.

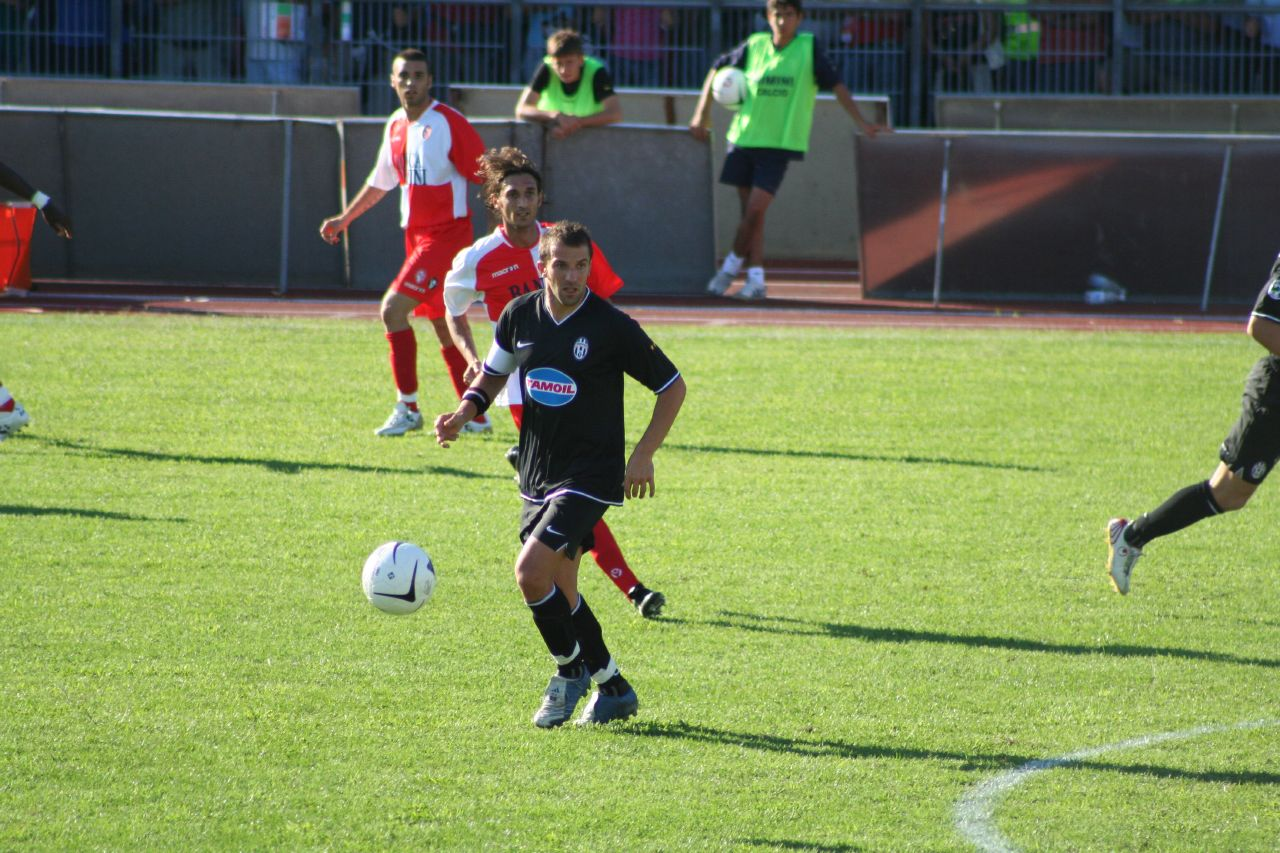
دل‌پیرو در سری ب ۲۰۰۶/۰۷

به عقیدهٔ کارشناسان، الکس در فصل ۲۰۰۶–۲۰۰۵ دوباره به اوج خود بازگشت و در کل رقابت‌ها ۲۰ گل برای یووه به ثمر رساند و این در حالی بود که کاپلو از الکس به عنوان یک ذخیرهٔ صرف استفاده می‌کرد، تا به گفتهٔ خود کاپلو بتواند تأثیر آنی و لحظه‌ای بر بازی تیم بگذارد. دل پیرو هیچگاه رابطهٔ نزدیکی با کاپلو نداشت و مدتی پس از رفتن کاپلو از یووه در وبسایت خود نوشت: «اگر کاپلو در یووه می‌ماند، من این تیم را ترک می‌کردم.»
الکس در سال ۲۰۰۶ با رکورد خوزه آلتافینی که همانا زدن شش گل به عنوان بازیکن ذخیره بود مساوی کرد. در ۱۰ ژانویه ۲۰۰۶ الکس با زدن سه گل در مقابل فیورنتینا در کوپا ایتالیا به بزرگترین گلزن تاریخ یووه تبدیل شد. او بدین ترتیب شمار گل‌های خود را به ۱۸۵ گل رساند. رکورد قبلی با ۱۸۲ گل در اختیار جیامپیرو بونیپرتی بود. الکس آخرین گل یووه را در فصل ۲۰۰۶–۲۰۰۵ به ثمر رساند و بعد از آن فصل جریان رسوایی کالچو پولی به وجود آمد.

## فصل ۲۰۰۷–۲۰۰۶ در سری بی
یووه به سری بی سقوط کرد و دو اسکودتوی آخر آن‌ها پس گرفته شد. دل پیرو به عنوان کاپیتان اعلام کرد که در یووه می‌ماند و به‌طور تلویحی از سایر بازیکنان نیز خواست در کنار یووه باقی بمانند و گفت: «خانوادهٔ آنیلی و هواداران لایق این فداکاری هستند». این در حالی بود که بازیکنان بزرگی نظیر زلاتان ابراهیموویچ، فابیو کاناوارو، پاتریک ویرا و لیلیان تورام یووه را ترک کردند.
اولین بازی دل پیرو بعد از قهرمانی در جام جهانی بازی جام حذفی در برابر چزنا در ۲۳ اوت ۲۰۰۶ بود. چون یوونتوس در سری ب بازی می‌کرد، جام حذفی تنها امید آن‌ها برای کسب یک سهمیهٔ اروپایی در جام یوفا بود. دل‌پیرو که به تازگی از تعطیلات بازگشته بود کار را از روی نیمکت آغاز کرد و سپس درحالی‌که بازی ۱–۱ بود در دقیقهٔ ۷۴ وارد زمین شد و ثانیه‌هایی بعد گل پیروزی را برای یووه به ثمر رساند.
در بازی بعدی جام حذفی مقابل ناپولی هم الکس به عنوان بازیکن ذخیره در دقیقه ۶۱ وارد شد. یووه از حریف عقب بود ولی الکس دو گل به ثمر رساند تا یووه ۲–۱ جلو بیفتد. در نهایت بازی به ضربات پنالتی کشیده شد. الکس ضربهٔ خود را گل کرد اما ناپولی در نهایت ۵–۴ پیروز شد.
بعد از این الکس تا مدت‌ها مشغول مذاکره برای ثبت قرارداد جدید بود و سرانجام قرارداد خود را تا ۳۰ ژوئن ۲۰۱۰ تمدید کرد. در همان روزها بود که الکس صاحب اولین فرزند خود، توبیاس دل‌پیرو شد. این دو اتفاق نقطهٔ عطفی در شرایط الکس در آن فصل بود. او که دو هفته قبل توسط کلودیو رانیری از ترکیب یووه در برابر فیورنتینا و نیز توسط روبرتو دونادونی از ترکیب تیم ملی ایتالیا مقابل گرجستان و آفریقای جنوبی دور مانده بود، به یکباره به روزهای اوج خود بازگشت.

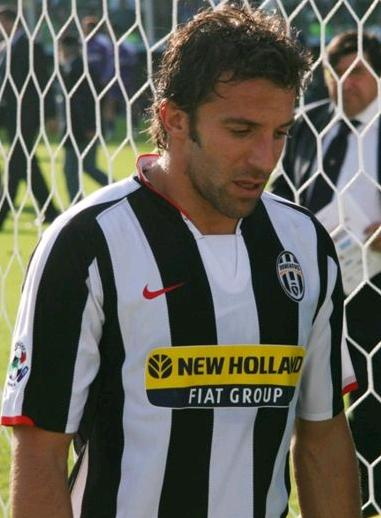
دل‌پیرو در فصل ۲۰۰۷/۲۰۰۸

در فوریه ۲۰۰۸ الکس گل پیروزی یووه برابر آ.اس. رم را به ثمر رساند و سپس دو گل هم وارد دروازهٔ لاتزیو کرد تا دو هفتهٔ متوالی در تیم هفتهٔ لیگ قرار بگیرد. در ۶ آوریل ۲۰۰۸ الکس رکورد تعداد حضور با پیراهن یووه را شکست. رکورد قبلی با ۵۵۲ بازی در اختیار گائتانو شیره‌آ بود. در آوریل الکس دوران بسیار خوبی را سپری می‌کرد. او هفت گل در ۵ بازی به ثمر رساند که شامل یک هت تریک در برابر آتالانتا و در پیروزی ۴–۰ برابر این تیم بود.
در هفته پایانی فصل ۲۰۰۸–۲۰۰۷ الکس دو گل در تساوی ۳–۳ مقابل سمپدوریا به ثمر رساند و با ۲۱ گل به مقام کاپوکانونیرو یا همان مقام آقای گلی سری آ دست یافت و بالاتر از کسانی مثل دیوید ترزگه(۲۰ گل) و مارکو بوریلو(۱۹ گل) قرار گرفت. الکس با کسب این مقام دومین بازیکن ایتالیایی شد که در دو فصل پیاپی و در دو لیگ مختلف موفق به کسب دو عنوان آقای گلی شده بود. پائولو روسی هم قبلاً مانند الکس دو بار پیاپی، یکبار در سری بی و یکبار در سری آ به عنوان آقای گلی رسیده بود. الکس در ۲۶ ژوئیه ۲۰۰۸ به کسب جایزهٔ شیره‌آ نائل شد.

## فصل ۲۰۰۹–۲۰۰۸ به بعد
پیش از شروع فصل، یوونتوس در برابر تیم‌های آرسنال و هامبورگ در جام امارات و نیز در برابر منچستر یونایتد در اولدترافورد بازی کرد. در بازی برابر منچستر زمانی که الکس قصد خروج از زمین بازی را داشت، نزدیک به ۷۰ هزار تماشاگر به احترام وی برخاسته و یکصدا او را تشویق کردن. کلودیو رانیری گفت که اعتقاد دارد الکس فصلی به خوبی فصل قبلی در پیش خواهد داشت. در اوت ۲۰۰۸ الکس اعلام کرد که قصد دارد تا ۴۰ سالگی به بازی در یووه ادامه دهد.
در جام باشگاه‌ها یووه با رئال مادرید و زنیت سن پترزبورگ، قهرمان فصل قبل جام یوفا همگروه شد. یووه بازی برابر زنیت را با تک گل زیبای الکس که از روی یه ضربهٔ آزاد به ثمر رساند پیروز شد. در ۲۱ اکتبر گل فوق‌العادهٔ الکس باعث برتری یووه مقابل رئال در تورین شد.

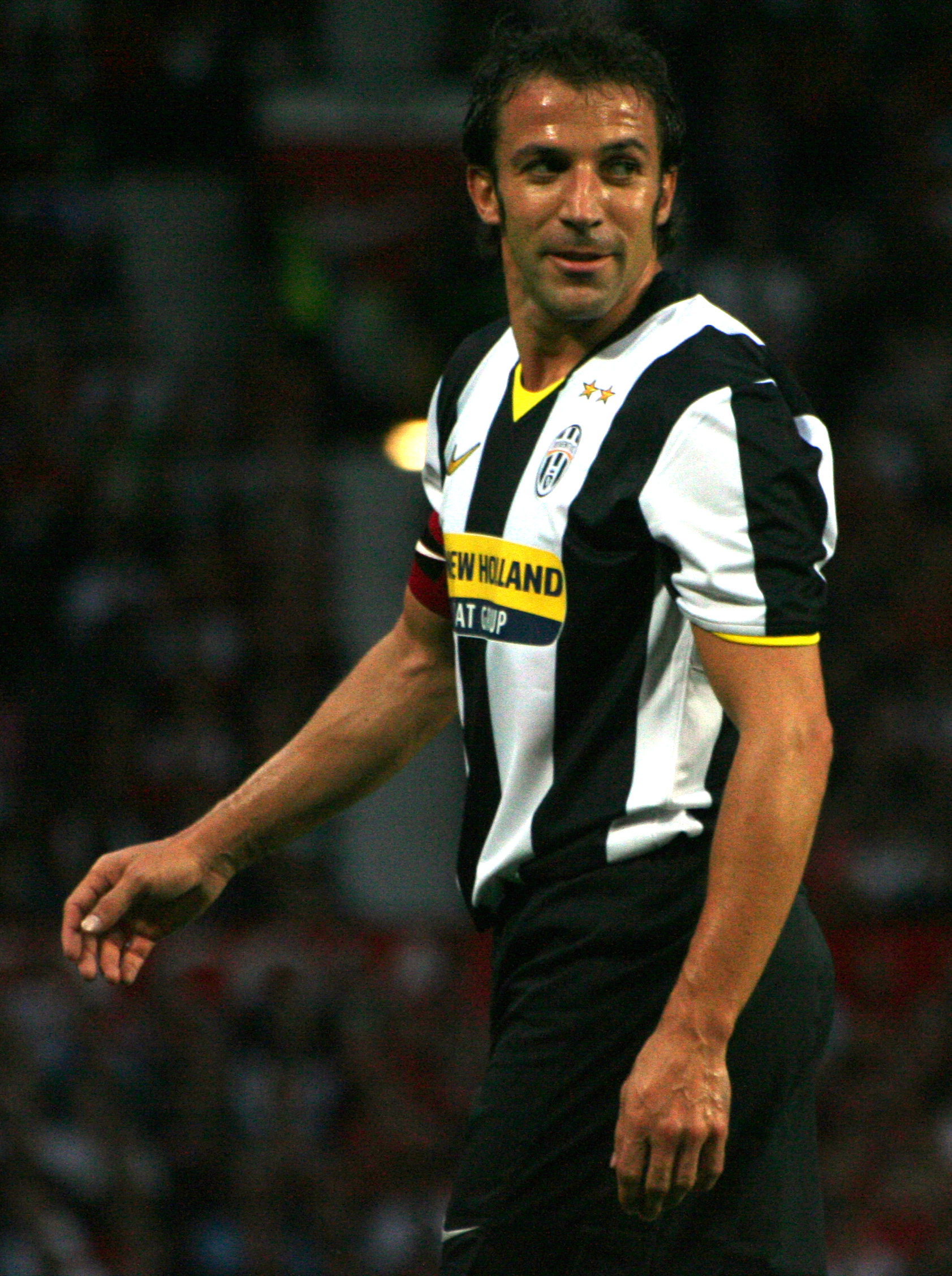
آلساندرو دل‌پیرو

در ۵ نوامبر ۲۰۰۸ یووه و رئال، این بار در برنابئو با هم دیدار کردند. یووه این بازی را ۲–۰ و با هر دو گل دل پیرو پیروز شد که اولین پیروزی خارج از زمین یووه مقابل رئال بعد از سال ۱۹۶۲ بود. هم کلودیو رانیری و هم برند شوستر سرمربی رئال بازی الکس را ستایش کردند و هواداران رئال هم هنگام خروج الکس از زمین او را مورد تشویق شدید خود قرار دادند. یووه از گروه خود صعود کرد ولی در نهایت در دور بعد با نتیجهٔ ۳–۲ (در مجموع دو بازی) مغلوب چلسی شد. الکس در بازی برگشت یکی از گل‌های یووه را با یک ضربهٔ پنالتی به ثمر رساند.
در لیگ یووه رقابت تنگاتنگی را با میلان برای کسب مقام دومی داشت. الکس در بازی ما قبل آخر برابر سیه نا دو گل به ثمر رساند و پایه‌گذار گل کلودیو مارکیزیو بازیکن جوان یووه شد تا وی سومین گل فصل خود را به ثمر برساند. یووه در بازی پایانی لاتزیو را ۲–۰ شکست داد و عنوان دوم را به دست آورد.
در ۱۷ ژوئیه ۲۰۰۹ الکس قرارداد خود را تا یک سال دیگر یعنی تا تاریخ ۳۰ ژوئیه ۲۰۱۱ تمدید کرد که به واقع به معنای به پایان رساندن دوران فوتبالش در یووه بود. خود او در این باره گفت: «من در یووه خوشحالم و ما تیم خوبی داریم. می‌خواهم تا زمانی که می‌توانم به بازی ادامه دهم و می‌دانم که تا دو سال آینده می‌توانم در فرم مناسبی بازی کنم.»
الکس رکورد بیشترین حضور یک بازیکن یوونتوسی در سری آ را هم با ۴۴۵ بازی شکست. در آن بازی مقابل جنووا در تاریخ ۱۴ فوریه ۲۰۱۰ الکس دو گل به ثمر رساند. او هم‌اکنون بهترین گلزن تاریخ باشگاه یووه با زدن ۲۷۳ گل در تمامی رقابت‌ها است، ضمن اینکه در مجموع در بیش از ۶۰۰ بازی رسمی برای یووه به میدان رفته‌است. در ۱۴ مارس ۲۰۱۰، الکس ۳۰۰ امین و ۳۰۱ امین گل‌های تاریخ بازیگری‌اش را در تساوی ۳–۳ برابر سیه نا به ثمر رساند.

## فوتبال ملی

دل‌پیرو با فرانچسکو توتی

دل پیرو در حال حاضر چهارمین گلزن تاریخ تیم ملی فوتبال ایتالیا است. او اولین بازی خود را در یورو ۹۶ و در برابر روسیه انجام داد ولی در بین دو نیمه تعویض شد. برای قرار گرفتن در ترکیب نهایی تیم ملی برای جام جهانی ۹۸ الکس رقابت سنگینی با روبرتو باجو داشت و این در حالی بود که الکس هنوز از مصدومیتی که در فینال لیگ قهرمانان نصیبش شده بود به‌طور کامل رهایی نیافته بود. در یورو ۲۰۰۰ الکس یک بازیکن ذخیره بود و در دیدار نهایی دو موقعیت عالی گلزنی را مقابل فرانسه از دست داد.
در بازی‌های مقدماتی جام جهانی ۲۰۰۲ الکس گلی سرنوشت ساز برابر مجارستان به ثمر رساند که حکم به صعود ایتالیا به جام جهانی داد. الکس همان فصل ۱۶ گل در لیگ برای یووه زد و با این تیم اسکودتو را فتح نمود. در رقابت‌های جام جهانیی الکس به عنوان بازیکن ذخیره برابر مکزیک وارد میدان شد و دقایقی بعد گل تساوی ایتالیا را با ضربه سر به ثمر رساند. ایتالیا در دور بعد و در دیداری جنجالی برابر کره جنوبی با گل طلایی حذف شد.

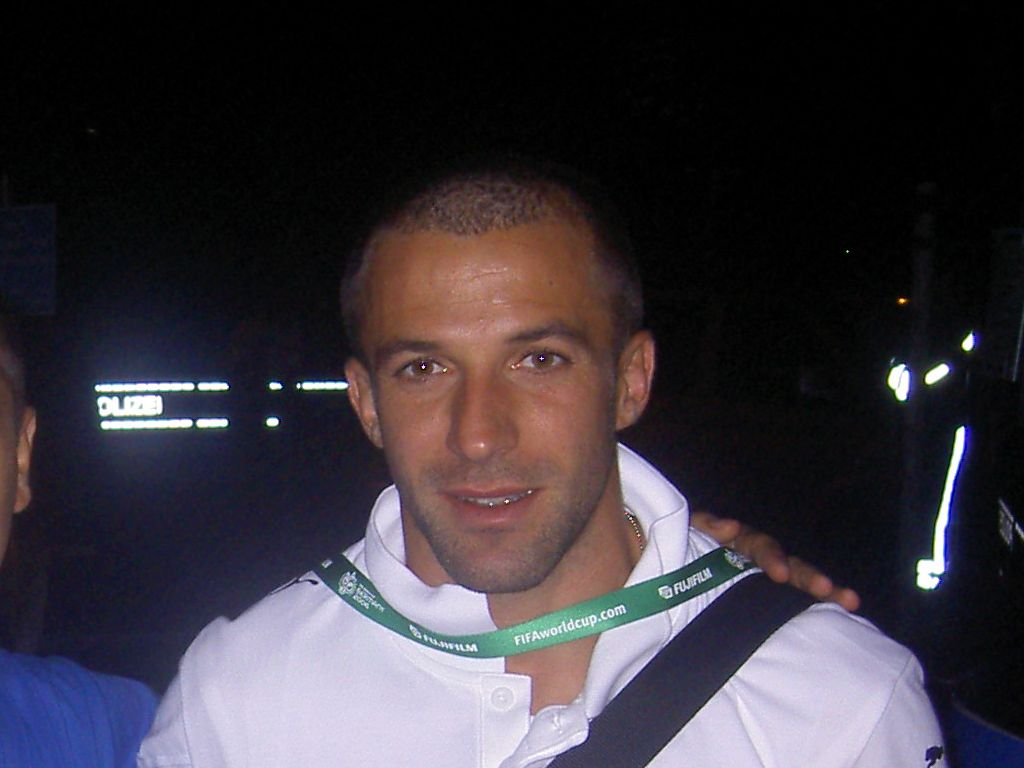
دل‌پیرو بعد از نیمه‌نهایی مقابل آلمان

در جام جهانی ۲۰۰۶ الکس بازی‌ها را از روی نیمکت آغاز کرد. در دو بازی از سه بازی گروهی به زمین آمد و بازی یک شانزدهم نهایی برابر استرالیا را از ابتدا آغاز کرد. در ۴ ژوئیه ۲۰۰۶، او به عنوان یار ذخیره برابر آلمان وارد میدان شد و با ضربه‌ای استادانه گل دوم ایتالیا را به ثمر رساند. در دیدار فینال مقابل فرانسه بازی به ضربات پنالتی کشیده شد. الکس ضربهٔ خود را گل کرد و ایتالیا در نهایت فاتح آن جام شد. الکس بعدها اعتراف کرد که بردن جام جهانی آرزوی دوران کودکی‌اش بوده‌است
الکس تا کنون هفت بار کاپیتان ایتالیا بوده‌است (در جام جهانی ۲۰۰۶ و در یورو ۲۰۰۸). او در ابتدا شمارهٔ ۱۰ می‌پوشید ولی بعدها آن شماره را به فرانچسکو توتی داد و خودش شمارهٔ ۷ به تن کرد، شماره‌ای که دوران ورزشی‌اش را با آن آغاز کرده بود. حتی پس از اینکه توتی تیم مل را ترک کرد الکس از پذیرش مجدد شمارهٔ ۱۰ سرباز زد و گفت ترجیح می‌دهد با همان شمارهٔ ۷ به بازی ادامه دهد. او در ماه مه به اردوی تیم ملی برای رقابت‌های یورو ۲۰۰۸ و پس از ۹ ماه دوری از رقابت‌های ملی دعوت شد و دومین بازیکن ایتالیایی شد که در ۷ تورنمنت ملی برای تیم ایتالیا بازی کرده‌است.
الکس در یورو ۲۰۰۸ هم بیشتر به عنوان بازیکن ذخیره به میدان می‌رفت اما در برابر رومانی بازی را به عنوان کاپیتان تیم آغاز کرد. در بازی برابر هلند الکس به عنوان ذخیرهٔ آنتونیو دی ناتالهی ناآماده وارد میدان شد و روند تیم را بهبود بخشید هر چند نتوانست مانع شکست ۳–۰ ایتالیا شود. در دیدار یک چهارم نهایی مقابل اسپانیا الکس به عنوان بازیکن ذخیره وارد زمین شد و با یک حرکت تکنیکی بی‌نظیر در برابر سرجیو راموس همگان را به حیرت واداشت. ایتالیا در ضربات پنالتی با نتیجهٔ ۴–۲ مغلوب شد.
الکس در اوت ۲۰۰۸، ۹۰امین بازی ملی خود را برابر تیم اتریش و در دیداری دوستانه انجام داد و پنجمین بازیکن تاریخ تیم ملی ایتالیا از حیث تعداد بازی‌های ملی لقب گرفت. او علی‌رغم این که تا ۴۰ سالگی فوتبال را دنبال کرد اما بعد از بازی برابر گرجستان در ۱۰ سپتامبر ۲۰۰۸ دیگر هرگز به تیم ملی دعوت نشد.
الکس در اوت ۲۰۰۸، ۹۰امین بازی ملی خود را برابر تیم اتریش و در دیداری دوستانه انجام داد و پنجمین بازیکن تاریخ تیم ملی ایتالیا از حیث تعداد بازی‌های ملی لقب گرفت. علی‌رغم اینکه وی اعلام کرده تا ۴۰ سالگی به بازی ادامه می‌دهد، بعد از بازی برابر گرجستان در ۱۰ سپتامبر ۲۰۰۸ دیگر هرگز به تیم ملی دعوت نشده‌است.

## بازنشستگی
در اکتبر سال ۲۰۱۵، پس از طی یک سال بدون باشگاه، دل پیرو رسماً بازنشستگی خود را از فوتبال حرفه‌ای اعلام کرد. او همچنین اعلام کرد که به دنبال مربیگری حرفه‌ای فوتبال خواهد رفت.

## زندگی شخصی

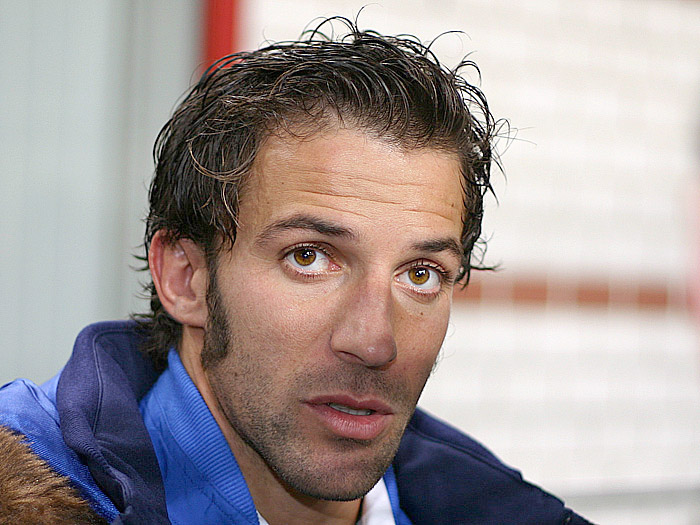

الکس در ۱۲ ژوئن ۲۰۰۵ با نامزد خود سونیا آموروسو که از سال ۱۹۹۹ با او در رابطه بود، ازدواج کرد. در ژوئیه ۲۰۰۷ آن‌ها اعلام کردند که انتظار اولین فرزند خود را می‌کشند. در ۲۲ اکتبر ۲۰۰۷ و در ساعت ۲۰ دقیقه بامداد، سونیا فرزند پسر خود، توبیاس دل‌پیرو را در بیمارستان سنت آنا در تورین به دنیا آورد. در ۴ ماه مه ۲۰۰۹، فرزند دوم الکس و سونیا نیز به دنیا آمد و آن‌ها نام نوزاد دختر خود را دورتیا گذاشتند. در ۲۷ دسامبر ۲۰۱۰ فرزند سوم ساشا به دنیا آمد.
دل‌پیرو از پول و شهرت خود برای کمک به تحقیق دربارهٔ سرطان استفاده می‌کند و به همین دلیل از سازمان تحقیق دربارهٔ سرطان جایزهٔ «اعتقاد به تحقیق» را در نوامبر ۲۰۰۶ دریافت کرد.
وقتی که مشعل المپیک برای رقابت‌های المپیک زمستانی ۲۰۰۶ از تورین گذشت، الکس یکی از حمل کنندگان مشعل بود.
دل‌پیرو غیر از فوتبال به ورزش‌های دیگری هم علاقه دارد و این سبب شده تا دوستانی از سایر رشته‌های ورزشی داشته باشد. استیو نش ستارهٔ مشهور بسکتبال و ادی مرکس اسطورهٔ دوچرخه‌سواری اعلام کرده‌اند که هوادار دل‌پیرو هستند.
علاوه بر ورزش، الکس علاقهٔ زیادی نیز به موسیقی دارد. اندکی بعد از قهرمانی ایتالیا در جام جهانی، دل‌پیرو به همراه مارکو ماتراتزی در اجرایی از رولینگ استون در شهر میلان شرکت کرد.

## تبلیغات، رسانه و فضای مجازی
دل پیرو در برنامه‌های تبلیغاتی زیادی ایفای نقش کرده‌است. او قراردادهایی با آدیداس، فیات، سوزوکی، پپسی و والت دیزنی امضا کرده‌است.
دل‌پیرو به همراه تیه‌ری آنری و رونالدینهو یکی از سه بازیکن فوتبال روی جلد سی دی بازی فیفا ۲۰۰۴ بود.
در ۹ فوریه ۲۰۰۹، خبر رسید که الکس قصد شکایت از سایت فیس بوک را دارد زیرا پروفایلی جعلی از الکس بر روی این سایت قرار داشت که او را به جریان‌های نئونازی وابسته می‌کرد. الکس اعلام کرد که از این بابت بسیار ناراحت است که صفحه‌ای تقلبی شامل عکس او، وی را به جریان‌های نژادپرستانه متصل می‌کند. او اندکی بعد، صفحهٔ اصلی خود را در فیس بوک راه‌اندازی کرد که فقط در یک شب بیش از ۱۰۰ هزار نفر در آن صفحه عضو شدند.

## عناوین و جایزه‌های ورزشی

### باشگاهی
- قهرمانی سری آ: ۱۹۹۵ ۱۹۹۷ ۱۹۹۸ ۲۰۰۲ ۲۰۰۳ ۲۰۱۲
- نایب قهرمانی سری آ: ۱۹۹۴ ۱۹۹۶ ۲۰۰۰، ۲۰۰۱
- قهرمانی جام حذفی: ۱۹۹۵
- نایب قهرمانی جام حذفی: ۲۰۰۲ ۲۰۰۴ ۲۰۱۲
- قهرمانی سوپر کاب ایتالیا: ۱۹۹۵ ۱۹۹۷ ۲۰۰۲ ۲۰۰۳
- نایب قهرمانی سوپر کاب ایتالیا: ۱۹۹۸ ۲۰۰۵
- قهرمانی سری بی: ۲۰۰۷
- قهرمانی جام باشگاه‌های اروپا: ۱۹۹۶
- نایب قهرمانی جام باشگاه‌های اروپا: ۱۹۹۷ ۱۹۹۸ ۲۰۰۳
- نایب قهرمانی جام یوفا: ۱۹۹۵
- قهرمانی اینترتوتو: ۱۹۹۹
- قهرمانی سوپر کاپ اروپا: ۱۹۹۶
- قهرمانی جام باشگاه‌های جهان: ۱۹۹۶

### ملی
- قهرمانی جام جهانی فوتبال: ۲۰۰۶ آلمان
- نایب قهرمانی جام ملت‌های اروپا: ۲۰۰۰ بلژیک و هلند
- قهرمانی جام ملت‌های اروپا زیر ۲۱ سال: ۱۹۹۴ فرانسه
- قهرمانی جام ملت‌های اروپا زیر ۲۱ سال: ۱۹۹۶ اسپانیا